# Eliakim Moore

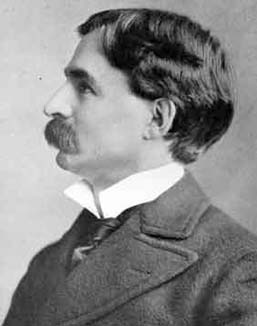
Eliakim Moore

Eliakim Hastings Moore (26 januari 1862 - 30 december 1932) was een Amerikaanse wiskundige.
Moore studeerde van 1879 tot 1885 aan Yale-universiteit en promoveerde op het proefschrift met de titel "Extensions of Certain Theorems of Clifford and Cayley in the Geometry of n Dimensions". In 1885 ging Moore naar Duitsland waar hij onder meer aan de Humboldtuniversiteit te Berlijn hoorcolleges volgde van Leopold Kronecker en Karl Weierstrass.
Na zijn terugkomst in Amerika, gaf Moore van 1882 tot 1892 les aan verschillende universiteiten. In 1892 wordt hij benoemd tot professor en hoofd van de net opgerichte wiskunde faculteit van de Universiteit van Chicago. Een van zijn studenten in Chicago was Saunders Mac Lane.
Van 1892 tot 1900 was Moores belangrijkste onderzoeksgebied de algebra en de groepentheorie. In 1893 bewees hij dat elk eindig lichaam een Galois lichaam is.
Na 1906 wijdde hij zich aan de fundamenten van de analyse. Samen met H. L. Smith ontwikkelde hij in 1922 het begrip net en de daarmee geassocieerde Moore-Smithconvergentie.